# Opius albericus
Opius albericus är en stekelart som beskrevs av Fischer 1979. Opius albericus ingår i släktet Opius och familjen bracksteklar. Inga underarter finns listade i Catalogue of Life.